# Лудвиг VIII (Бавария)
Лудвиг VIII „Гърбавия“ (на немски: Ludwig VIII., Ludwig VIII. der Bucklige, der Höckrige, der Jüngere; * 1 септември 1403, Париж; † 13 април 1445, Инголщат) от династията Вителсбахи, е херцог на Бавария-Инголщат от 1438 до 1445 г. Наричан е и Младия, за да се различава от баща му.

## Живот
Лудвиг е първият и единствен оживял син на херцог Лудвиг VII Брадатия и на първата му съпруга Анне Бурбонска (1380 – 1408), вдовица на Жан II от Бери, граф на Монтпенсие. Тя е дъщеря на Жан I дьо Бурбон, граф на Ла Марш и Вандом, и съпругата му Катарина от Вандом.
Лудвиг VIII започва рано управлението си. През 1416 г. получава титлата граф на Грайзбах и замества баща си през 1420-те години, когато не е в страната. По време на Баварската война от 1420 – 1422 г., той е на страната на баща си. През 1430-те години отношенията му с баща му се влошават, понеже баща му има повече предпочитания към извънбрачния си син Виланд фон Фрайберг. Конфликтът води до това, че Лудвиг VIII залавя баща си в Нойбург на Дунав и го предава на херцог Хайнрих XVI Богатия. Така Лудвиг става херцог на Бавария-Инголщат.
Лудвиг VIII се жени през 1441 г. в Инголщат за Маргарета фон Бранденбург (1410 – 1465), дъщеря на курфюрст Фридрих I от Бранденбург (1371 – 1440) и съпругата му принцеса Елизабета Баварска (1383 – 1442) от Бавария-Ландсхут, дъщеря на херцог Фридрих от Бавария (ок. 1339 – 1393) и Мадалена Висконти (1366 – 1404).
Лудвиг умира на 41-годишна възраст, две години преди баща си, в новия дворец към Инголщат, построен от баща му. Погребан е в катедралата Мюнстер в Инголщат. Понеже няма деца Бавария-Инголщат след неговата смърт попада към Херцогство Бавария-Ландсхут.